# Pyrausta draesekei
Pyrausta draesekei là một loài bướm đêm trong họ Crambidae.